# Körmendy Ágoston
Körmendy Ágoston (Balatonkenese, 1926. június 3. – Budapest, 2011. november 19.) gépészmérnök, matematikus. A Magyar Gépjárműipari Szövetség ügyvezető titkára. Az Autógyártók Nemzetközi Szervezete (OICA) volt alelnöke. Számos könyv és publikáció jegyzője, főleg a turbó-feltöltés és a dízelmotor fejlesztése, a gépjárművek piaci, műszaki kiszolgálása, minőségbiztosítása kutatása terén. Emellett számos francia és angol kiadvány szerkesztője és fordítója.

## Életrajza
Általános iskolai éveit Balatonkenesén, majd Kispesten töltötte. A gimnáziumot a veszprémi Lovassy László Gimnáziumban végezte, itt is érettségizett 1944-ben. Az ötvenes évek első felétől több, mint két évtizeden át a Csepel Autógyárban kutatómérnök, majd a gyár kísérleti üzemének vezetője. Olyan korszakosan meghatározó konstrukciók műszaki kialakításában volt vezető szerepe, mint a Csepel D420-as vagy a Csepel D344. Az 1950-es években kezd el oktatni a Budapesti Műszaki és Gazdaságtudományi Egyetem Gépgyártás-technológia tanszékén és Gépjármű tanszékén. Az évtized második felében Vietnámban, a Hanoiban frissen megalakult műszaki egyetem tanára, ahol feladata az ottani műszaki felsőoktatás megszervezése. Külföldi oktatói tevékenységét a magyarországi forradalom okán két ország között kialakult diplomáciai zavarok miatt kellett félbehagynia.
Az 1963-ban az autóiparban elhíresült, MOGÜRT-Ikarus-Csepel Autó összefogásával megvalósult "Afrika-expedíció" szervezője volt, melynek során magyar gyártmányú buszok tesztelését végezték Afrikában. A hetvenes évek közepéig tudományos munkássága mellett továbbra is a Csepel Autógyár főkonstruktőre, műszaki és kísérleti vezetője.
A nyolcvanas években a Gépipari Tudományos Egyesület gépjármű szakosztályának elnöke. 1982-ben megszerzi a műszaki tudományok doktora címet és az MTA Hő-és Áramlástechnikai Gépek Bizottságának tagjaként is ellát tudományos tevékenységet. 1985 és 1990 között a MOGÜRT Külkereskedelmi Vállalat tanácsának elnöke. A kilencvenes években Hungexpo Autókiállítás szervezője, illetve a MOGÜRT-Ikarus közös Hungarian Busexport Vállalat vezérigazgatója, mely vezetésével átlagosan évi 15 000 Ikarus, Rába és Csepel gépjárművet exportált a világ 41 országába. A kilencvenes években az átalakult MOGÜRT Holding Rt. felügyelőbizottsági elnöke. 1999-2009 között a Magyar Gépjárműipari Szövetség ügyvezető titkára. A Budapesti Műszaki Egyetem oktatója, a Bánki Donát-díj kétszeres kitüntetettje, 2009-ben "Örökös Mérnöki Kamarai Tag" lett.
Munkássága során mintegy 50 tudományos és megközelítőleg 800 tudományos-műszaki ismeretterjesztő cikk, illetve 19 könyv szerzője.

## Afrika-expedíció
A Magyarországon gyártott gépjárművek extrém körülmények közötti helytállásának tesztelésére és egyben a későbbi eladásokat segítő marketing célból 1963-ban a magyar gépjárművek külföldi kereskedelméért felelős MOGÜRT kísérleti főmérnökeként Körmendy nagyszabású expedíciót szervezett, melyen kettő Ikarus autóbusz és kettő Csepel 344-es típusú teherautó tett meg hat hónap alatt összesen 20 000 km-t Nyugat-Afrikában. Az expedíció a szenegáli Dakarból indult és olyan országokon haladt keresztül, mint Mali, Felső-Volta (Burkina Faso), Niger, Dahomey (Benin), Nigéria és Togo, míg végül megérkezett a ghánai Accrába. Az 1960-as években az expedíció szenzációnak számított, több helyen beszámolt róla az angol, francia és német sajtó is. Keretében több olyan helyen is megfordultak magyar járművek, ahol a helyi lakosok autóbuszt még korábban soha nem láttak. Az út kereskedelmi szempontból is sikernek bizonyult. Eredményeként Szenegál, Nigéria és Ghána is vásárolt magyar gépjárműveket.

## Szabadalmai
- Teleszkopikus lengéscsillapítók (Kocsis F., Körmendy Á., Törőcsik L.) 1968. jún. 4., 1970. nov. 5., 157223 sz.
- Tengelykapcsoló robot (Körmendy, Puglits, Ratskó, Váradi)
- Üzemeljárás magas Oktánszámigényű Otto-motorok részére (Meszlényi, Körmendy, Szini, Tóth) 1974. július 27., 1981. január 10. 174476 sz.
- Berendezés belső égésű motorral felszerelt gépjárművek fűtésére 1989. január 27., 1992. október 12. 750704 sz., SU 4613331 sz.

## Díjai, elismerései[11]
- Gépipari Tudományos Egyesület – A technika fejlesztéséért I. kitüntetés három alkalommal (1968, 1975, 1979)
- Bánki Donát-díj két alkalommal (1984, 2002)
- Műszaki irodalmi díj (1993)
- Gépipari Tudományos Egyesület tiszteleti tagja  (2005)
- Magyar Mérnöki Kamara örökös tagja  (2009)
- EOQ minőségi díj
- Vietnámi Barátság Érdemrend

## Tagságok nemzetközi szervezetekben
- OICA (Organisation Internationale de Constructeurs d'Automobiles) alelnök 1979-1981 és 1991-1993-ban
- FISITA tanács delegált (Fédération Internationale des Sociétés d' Ingénieurs des Techniques d' Automobiles)
- UITP (Union International de Transport Publique) delegált
- EOQ Automotive Board - Gépjármű Szakbizottsági elnök
- CIMAC (Conseil International des Machines a Combustion) tag

## Emlékezete
A Typotex Kiadó 2010-ben kiadott egy Körmendy szakmai életpályáját bemutató könyvet. A könyv bemutatójára a Budapesti Műszaki és Gazdaságtudományi Egyetemen került sor, ahol beszédet mondtak régi barátok, pályatársak, így Michelberger Pál,az MTA tagja, Kulcsár Béla, a BME Közlekedésmérnöki Kar dékánja és Lukács Pál, a Neumann János Egyetem docense 